# Jarai (plaats)
Jarai is een bestuurslaag in het regentschap Lahat van de provincie Zuid-Sumatra, Indonesië. Jarai telt 1578 inwoners (volkstelling 2010).